# 대한민국 상법 제896조
대한민국 상법 제896조는 항공기의 의의대한 상법의 조문이다.

## 조문
제896조(항공기의 의의) 이 법에서 "항공기"란 상행위나 그 밖의 영리를 목적으로 운항에 사용하는 항공기를 말한다. 다만, 대통령령으로 정하는 초경량 비행장치(超輕量 飛行裝置)는 제외한다.

## 같이 보기
- 대한민국 상법 제897조
- 대한민국 상법 제898조